# Morti il 7 novembre
| Questa pagina contiene informazioni ricavate automaticamente dalle voci biografiche con l'ausilio del template Bio e di un bot. L'aggiornamento è periodico e automatico e ricostruisce completamente la pagina. Se manca una persona in questa lista, sei pregato di non aggiungerla, ma accertati piuttosto che la sua voce biografica contenga il template Bio e che i dati anagrafici siano correttamente compilati. Se il template Bio manca, inseriscilo tu stesso o, in alternativa, metti l'avviso {{tmp\|Bio}} che ne segnala la mancanza. Se i dati riportati sono sbagliati, correggi direttamente la voce biografica; le modifiche saranno visibili in questa lista entro pochi giorni. Per chiarimenti vedi il progetto biografie. La lista contiene solo le 456 persone che sono citate nell'enciclopedia e per le quali è stato implementato correttamente il template Bio. Pagina aggiornata al 13 ago 2025. |

## VII secolo(1)
- 604 - Yohl Ik'nal, sovrano maya

## VIII secolo(1)
- 739 - Villibrordo, vescovo anglosassone (n. 658)

## XI secolo(3)
- 1057 - Lotario Udo I della marca del Nord, nobile tedesco
- 1067 - Sancha I di León, regina
- 1077 - Landolfo VI di Benevento, principe longobardo

## XII secolo(1)
- 1199 - Michele il Siro, vescovo cristiano orientale e scrittore siro (n. 1126)

## XIII secolo(2)
- 1225 - Engelberto di Berg, arcivescovo cattolico, nobile e santo tedesco
- 1276 - Matteo Pio, vescovo cattolico italiano

## XIV secolo(5)
- 1307 - Aitone II d'Armenia, re (n. 1266)
- 1307 - Leone IV d'Armenia, re armeno
- 1373 - Jean de Dormans, cardinale e vescovo cattolico francese
- 1380 - Barnaba Malaspina, arcivescovo cattolico italiano
- 1400 - Jofré de Boïl, cardinale spagnolo

## XV secolo(4)
- 1449 - Konrad von Erlichshausen, nobile tedesco
- 1473 - Elena Paleologa, principessa bizantina (n. 1431)
- 1481 - Barbara di Brandeburgo, nobile (n. 1422)
- 1497 - Filippo II di Savoia, duca (n. 1443)

## XVI secolo(7)
- 1534 - Ferdinando d'Aviz, principe portoghese (n. 1507)
- 1543 - Şehzade Mehmed, principe ottomano (n. 1521)
- 1546 - Konrad Lagus, giurista e umanista tedesco
- 1550 - Jón Arason, vescovo cattolico e poeta islandese (n. 1484)
- 1557 - Leonida Malatesta, condottiero italiano (n. 1500)
- 1560 - Petrus Lotichius Secundus, umanista e poeta tedesco (n. 1528)
- 1599 - Gaspare Tagliacozzi, chirurgo e anatomista italiano (n. 1545)

## XVII secolo(9)
- 1605 - Flaminio Delfini, militare italiano (n. 1552)
- 1607 - Ana de Velasco y Girón, nobile spagnola (n. 1585)
- 1621 - Juan Alonso Pimentel de Herrera, nobile spagnolo (n. 1553)
- 1632 - Tommaso Obicini, religioso e arabista italiano (n. 1585)
- 1633 - Cornelius Drebbel, inventore e alchimista olandese (n. 1572)
- 1657 - Mario Bettini, gesuita, matematico e astronomo italiano (n. 1582)
- 1658 - Maeda Toshitsune, militare giapponese (n. 1594)
- 1669 - Lebrecht di Anhalt-Köthen, principe (n. 1622)
- 1700 - Pietro Santi Bartoli, pittore, antiquario e incisore italiano (n. 1635)

## XVIII secolo(26)
- 1707 - Giovanni Maria Bertolo, giurista italiano (n. 1631)
- 1709 - Giovanni Battista Pamphili, II principe di San Martino al Cimino e Valmontone, principe italiano (n. 1648)
- 1713 - Elizabeth Barry, attrice teatrale inglese (n. 1658)
- 1717 - Antonio Baldinucci, gesuita italiano (n. 1665)
- 1718 - Carlo Bichi, cardinale italiano (n. 1638)
- 1726 - Lodovico Sergardi, poeta italiano (n. 1660)
- 1728 - Ascanio Gonzaga, militare e arcivescovo cattolico italiano (n. 1654)
- 1730 - Giorgio Cattaneo, vescovo cattolico italiano (n. 1663)
- 1742 - Giovanni Augusto di Anhalt-Zerbst, nobile tedesco (n. 1677)
- 1742 - Aloys Thomas Raimund von Harrach, politico e diplomatico austriaco (n. 1669)
- 1746 - Luigi II Gonzaga, nobile italiano (n. 1680)
- 1747 - Giuseppe Melani, pittore italiano (n. 1673)
- 1757 - Philipp von Stosch, antiquario prussiano (n. 1691)
- 1763 - Ferdinando Romualdo Guiccioli, arcivescovo cattolico italiano (n. 1686)
- 1766 - Vincenzo Meucci, pittore italiano (n. 1694)
- 1766 - Jean-Marc Nattier, pittore francese (n. 1685)
- 1773 - Vicente Le Quang Liem, religioso e missionario vietnamita (n. 1732)
- 1773 - Anna Carlotta di Lorena, badessa (n. 1714)
- 1775 - François Rebel, compositore e violinista francese (n. 1701)
- 1784 - Giovanni Battista Noghera, gesuita, scrittore e retore italiano (n. 1719)
- 1789 - Mario Lupo, storico, bibliotecario e religioso italiano (n. 1720)
- 1791 - Dutty Boukman, condottiero e sacerdote haitiano
- 1792 - Francesco Luini, matematico e gesuita italiano (n. 1740)
- 1793 - Thomas-Augustin de Gasparin, ufficiale e politico francese (n. 1754)
- 1798 - Luigi Cuccagni, presbitero, scrittore e giornalista italiano (n. 1740)
- 1799 - Pál László Esterházy, vescovo cattolico ungherese (n. 1730)

## XIX secolo(56)
- 1802 - Ekaterina Aleksandrovna Kurakina, nobildonna russa (n. 1735)
- 1813 - Giovan Battista Corniani, commediografo, saggista e critico letterario italiano (n. 1742)
- 1814 - Sigmund Christoph von Waldburg-Zeil-Trauchburg, vescovo cattolico tedesco (n. 1754)
- 1817 - Francesco Pasquale Ricci, presbitero, compositore e violinista italiano (n. 1732)
- 1819 - Caleb Strong, politico statunitense (n. 1745)
- 1823 - Rafael del Riego, generale e politico spagnolo (n. 1784)
- 1824 - Beyhan Sultan, principessa ottomana (n. 1766)
- 1825 - Pietro Leggiadri Gallani, politico e militare italiano (n. 1762)
- 1826 - Mathurin Crucy, architetto e urbanista francese (n. 1749)
- 1827 - Bartolomeo Campagnoli, violinista e compositore italiano (n. 1751)
- 1827 - Ermanno di Hohenzollern-Hechingen, generale e nobile tedesco (n. 1777)
- 1827 - Maria Teresa Giuseppa d'Asburgo-Lorena, nobildonna (n. 1767)
- 1828 - Giuseppe Gherardi, pittore italiano (n. 1756)
- 1835 - Pëtr Kuz'mič Pachtusov, navigatore, esploratore e cartografo russo (n. 1800)
- 1836 - John Bannister, attore teatrale inglese (n. 1760)
- 1836 - Todor Milutinović, generale austriaco (n. 1766)
- 1837 - Charles Didelot, ballerino e coreografo francese (n. 1767)
- 1837 - Paolo Pallia, teologo, politico e patriota italiano (n. 1809)
- 1839 - Emmanuele De Gregorio, cardinale e vescovo cattolico italiano (n. 1758)
- 1842 - Agostino Rivarola, cardinale italiano (n. 1758)
- 1845 - Joseph Warlencourt, pittore belga (n. 1784)
- 1846 - Samuel B. Moore, politico statunitense (n. 1789)
- 1850 - Félix Arvers, poeta e drammaturgo francese (n. 1806)
- 1852 - Marie Lafarge, francese (n. 1816)
- 1853 - Domenico Bossi, pittore e miniaturista italiano (n. 1767)
- 1853 - Pietro Racchetti, pittore italiano (n. 1809)
- 1854 - Frédéric Henri Le Normand de Lourmel, generale francese (n. 1811)
- 1854 - Pietro Nobile, architetto svizzero (n. 1776)
- 1854 - Maurizio Rorà di Lucerna, politico italiano (n. 1793)
- 1859 - Carl Gottlieb Reißiger, compositore tedesco (n. 1798)
- 1860 - Leopold Lažanský z Bukové, politico e nobile boemo (n. 1808)
- 1862 - Bahadur Shah II, imperatore indiano (n. 1775)
- 1862 - Charles Mozin, pittore, disegnatore e litografo francese (n. 1806)
- 1864 - Samuel Medary, politico statunitense (n. 1801)
- 1864 - David Sassoon, imprenditore e filantropo iracheno (n. 1792)
- 1865 - Mélesville, drammaturgo e librettista francese (n. 1787)
- 1867 - Oronzo Gabriele Costa, zoologo e entomologo italiano (n. 1787)
- 1867 - Giovan Battista Mazzoni, imprenditore e politico italiano (n. 1789)
- 1867 - Roberto Giovanni F. Roberti, cardinale italiano (n. 1788)
- 1870 - Filippo De Boni, giornalista, scrittore e politico italiano (n. 1816)
- 1871 - Edoardo Agnelli, imprenditore e politico italiano (n. 1831)
- 1871 - Guglielmo Folliero de Luna, scrittore italiano (n. 1822)
- 1871 - Adolph Strecker, chimico tedesco (n. 1822)
- 1873 - William Villiers-Stuart, militare e politico britannico (n. 1804)
- 1875 - Francesco Franchini, patriota e politico italiano (n. 1805)
- 1877 - Calvert Jones, matematico, pittore e fotografo gallese (n. 1804)
- 1877 - Francesco Ignazio Scodnik, generale italiano (n. 1804)
- 1880 - Carl Friedrich Weitzmann, musicologo e musicista tedesco (n. 1808)
- 1882 - Julius Hübner, pittore tedesco (n. 1806)
- 1887 - Michail Fëdorovič Gračevskij, rivoluzionario russo (n. 1849)
- 1889 - Giovanni Guarini, politico italiano (n. 1826)
- 1890 - Giovanni De Donà, presbitero, patriota e letterato italiano (n. 1819)
- 1891 - Giovanni Minghelli Vaini, politico e prefetto italiano (n. 1817)
- 1896 - Aleksej Bogoljubov, pittore russo (n. 1824)
- 1898 - Elena Dmitrievna Polenova, artista russa (n. 1850)
- 1898 - Maria Antonia di Borbone-Due Sicilie, principessa italiana (n. 1814)

## XX secolo(225)
- 1901 - Li Hongzhang, politico, generale e ammiraglio cinese (n. 1823)
- 1903 - Crescenzo Buongiorno, compositore italiano (n. 1864)
- 1907 - Julius Gersdorff, poeta tedesco (n. 1849)
- 1908 - Butch Cassidy, criminale statunitense (n. 1866)
- 1908 - Sundance Kid, criminale statunitense (n. 1867)
- 1909 - Martino Frontini, compositore italiano (n. 1827)
- 1909 - Miguel Iglesias, politico e militare peruviano (n. 1830)
- 1909 - Alfredo Pioda, giurista, filosofo e politico svizzero (n. 1848)
- 1910 - Florencio Sánchez, drammaturgo uruguaiano (n. 1875)
- 1913 - Alfred Russel Wallace, naturalista, geografo e biologo britannico (n. 1823)
- 1914 - Heinrich Vieter, missionario e vescovo cattolico tedesco (n. 1853)
- 1914 - Rudolf Weil, bibliotecario e numismatico tedesco (n. 1848)
- 1915 - Andrea Sarti, vescovo cattolico italiano (n. 1849)
- 1916 - Louis Midelair, schermidore francese (n. 1856)
- 1916 - Alberto Sussone, calciatore e militare italiano (n. 1891)
- 1917 - Vincenzo Grossi, presbitero italiano (n. 1845)
- 1918 - Wilfred Bartrop, calciatore inglese (n. 1887)
- 1918 - Ol'ga Vladimirovna Rozanova, artista e pittrice russa (n. 1886)
- 1919 - Ned Doig, calciatore scozzese (n. 1866)
- 1919 - Hugo Haase, politico e giurista tedesco (n. 1863)
- 1919 - Angelo Morbelli, pittore italiano (n. 1853)
- 1919 - Celso Ulpiani, medico, chimico e agronomo italiano (n. 1867)
- 1920 - Cherubino Binelli, politico e imprenditore italiano (n. 1858)
- 1920 - Samuel James Meltzer, fisiologo statunitense (n. 1851)
- 1920 - Félix Pisani, mineralogista francese (n. 1831)
- 1921 - Pelham von Donop, calciatore inglese (n. 1851)
- 1923 - Jacques d'Adelswärd-Fersen, nobile, scrittore e poeta francese (n. 1880)
- 1924 - Thomas Graham Jackson, architetto britannico (n. 1835)
- 1924 - Hans Thoma, pittore tedesco (n. 1839)
- 1925 - Giacomo Calleri, avvocato e politico italiano (n. 1846)
- 1925 - Rickard Daniel Gwydir, militare indiano (n. 1844)
- 1926 - Tom Forman, attore, regista e sceneggiatore statunitense (n. 1893)
- 1927 - Augusto Novelli, drammaturgo, giornalista e scrittore italiano (n. 1866)
- 1928 - Suzanne Le Bret, attrice francese (n. 1889)
- 1928 - Árpád Tóth, poeta e traduttore ungherese (n. 1886)
- 1929 - Guido Semenza, ingegnere italiano (n. 1868)
- 1930 - Victor Beigel, pianista inglese (n. 1870)
- 1930 - Alexis-Armand Charost, cardinale e arcivescovo cattolico francese (n. 1860)
- 1930 - Alfonso Maria Mistrangelo, cardinale e arcivescovo cattolico italiano (n. 1852)
- 1931 - Gabriele Torelli, matematico italiano (n. 1849)
- 1932 - Gottfried von Hohenlohe-Schillingsfürst, militare, diplomatico e politico austriaco (n. 1867)
- 1932 - Tiziano Pagan de Paganis, pittore italiano (n. 1858)
- 1933 - John Chapman, presbitero britannico (n. 1865)
- 1933 - Harry Weber, golfista statunitense (n. 1882)
- 1934 - Pierre Le Doaré, ciclista su strada francese (n. 1900)
- 1935 - Ernesto Artom, diplomatico e politico italiano (n. 1868)
- 1935 - Carl Holsøe, pittore danese (n. 1863)
- 1936 - Monchín Triana, calciatore spagnolo (n. 1902)
- 1937 - Giuseppe Chiovenda, giurista italiano (n. 1872)
- 1938 - Charles Malato, scrittore, giornalista e anarchico francese (n. 1857)
- 1938 - Georgij Konstantinovič Romanov, nobile russo (n. 1903)
- 1939 - Ralph Allan Sampson, astronomo irlandese (n. 1866)
- 1940 - Bernardo Barbiellini Amidei, politico italiano (n. 1896)
- 1940 - Giovanni Antonio Colonna di Cesarò, nobile e politico italiano (n. 1878)
- 1940 - Adalgiso Ferrucci, militare italiano (n. 1891)
- 1941 - Alfredo Gregori, militare italiano (n. 1912)
- 1943 - Dwight Frye, attore e pianista statunitense (n. 1899)
- 1943 - Abram Rabinovič, scacchista russo (n. 1878)
- 1944 - Claude Bowes-Lyon, XIV conte di Strathmore e Kinghorne, nobile britannico (n. 1855)
- 1944 - Charles John Clerke, calciatore inglese (n. 1857)
- 1944 - Carl Wilhelm Oseen, fisico svedese (n. 1879)
- 1944 - Hotsumi Ozaki, giornalista giapponese (n. 1901)
- 1944 - Franc Rozman, generale e partigiano jugoslavo (n. 1911)
- 1944 - Richard Sorge, giornalista tedesco (n. 1895)
- 1944 - Hannah Szenes, militare e poetessa ungherese (n. 1921)
- 1946 - Giuseppe Faranda, medico, politico e antifascista italiano (n. 1869)
- 1946 - Henry Lehrman, produttore cinematografico, regista e attore statunitense (n. 1886)
- 1946 - Lou Otten, calciatore olandese (n. 1883)
- 1947 - Sándor Garbai, politico ungherese (n. 1879)
- 1948 - Nicolò Giacchi, generale e storico italiano (n. 1877)
- 1948 - David Leland, attore statunitense (n. 1932)
- 1950 - Josef Hassid, violinista polacco (n. 1923)
- 1951 - Frederick McEvoy, bobbista e attore britannico (n. 1907)
- 1951 - Anna Luisa di Schönburg-Waldenburg, nobile tedesca (n. 1871)
- 1952 - Filippos Karvelas, ginnasta greco (n. 1877)
- 1952 - Georges Mys, canottiere belga (n. 1880)
- 1954 - Raimondo Annecchino, storico, scrittore e politico italiano (n. 1874)
- 1954 - Charles Scott, giocatore di lacrosse britannico (n. 1883)
- 1955 - Sergej Karcevskij, linguista russo (n. 1884)
- 1956 - Enrico Boggio Lera, fisico e matematico italiano (n. 1862)
- 1956 - Wollmar Boström, tennista svedese (n. 1878)
- 1957 - Hasui Kawase, pittore e disegnatore giapponese (n. 1883)
- 1957 - Dina Romano, attrice italiana (n. 1876)
- 1957 - George Stapf, ginnasta e multiplista statunitense (n. 1875)
- 1957 - Otto Steffen, ginnasta e multiplista statunitense (n. 1874)
- 1959 - James Mason, attore statunitense (n. 1889)
- 1959 - Victor McLaglen, attore britannico (n. 1886)
- 1959 - Muhammad Mahabat Khanji III, principe indiano (n. 1900)
- 1959 - Luigi Sansonetti, ammiraglio italiano (n. 1888)
- 1960 - Paul Capellani, attore e sceneggiatore francese (n. 1877)
- 1960 - A.P. Carter, musicista statunitense (n. 1891)
- 1960 - Leon Dabo, pittore statunitense (n. 1864)
- 1960 - Saturnino Martínez, calciatore messicano (n. 1928)
- 1960 - Shōnen Matsumura, entomologo giapponese (n. 1872)
- 1960 - Tadeusz Synowiec, calciatore polacco (n. 1889)
- 1961 - Kathleen Kirkham, attrice statunitense (n. 1895)
- 1961 - Mary Richardson, politica canadese (n. 1889)
- 1961 - Pierre-Maurice-Marie Rivière, arcivescovo cattolico francese (n. 1871)
- 1962 - Luigi Barral, ciclista su strada italiano (n. 1907)
- 1962 - Gaetano Chiaromonte, scultore e pittore italiano (n. 1872)
- 1962 - Edward Peil Jr., attore statunitense (n. 1907)
- 1962 - Eleanor Roosevelt, attivista e first lady statunitense (n. 1884)
- 1962 - Bruno Tasso, curatore editoriale, giornalista e traduttore italiano (n. 1914)
- 1962 - Luigi Venzano, scultore italiano (n. 1885)
- 1963 - David Carnegie, XI conte di Northesk, skeletonista e nobile scozzese (n. 1901)
- 1963 - Joseph Marie Xavier de Sévin, generale e aviatore francese (n. 1894)
- 1965 - Ernstas Deringas, calciatore lituano (n. 1895)
- 1965 - Carl-Heinz Mahlmann, calciatore tedesco (n. 1907)
- 1965 - Nikolaj Mel'nickij, tiratore a segno russo (n. 1887)
- 1965 - Hugh Randall Syme, militare australiano (n. 1903)
- 1965 - Otto Wernicke, attore e doppiatore tedesco (n. 1893)
- 1966 - Grigoris Asikis, cantante, compositore e musicista greco (n. 1890)
- 1966 - Vincenzo Milillo, politico italiano (n. 1904)
- 1966 - Bonifacio Scaltriti, calciatore italiano (n. 1903)
- 1967 - Alberto Cavaliere, poeta, giornalista e politico italiano (n. 1897)
- 1967 - John Nance Garner, politico statunitense (n. 1868)
- 1967 - Nils von Kantzow, ginnasta svedese (n. 1885)
- 1967 - Sammy Mandell, pugile statunitense (n. 1904)
- 1967 - John Alden Mason, antropologo, archeologo e linguista statunitense (n. 1885)
- 1967 - Arturo Pascal, storico e letterato italiano (n. 1887)
- 1967 - Anton Pažický, calciatore slovacco (n. 1919)
- 1967 - Ian Raby, pilota automobilistico britannico (n. 1921)
- 1967 - Alessandro Del Torso, skeletonista e dirigente sportivo italiano (n. 1883)
- 1968 - Aleksandr Osipovič Gel'fond, matematico sovietico (n. 1906)
- 1968 - Guido Giacometti, politico italiano (n. 1882)
- 1968 - Lyda Salmonova, attrice ceca (n. 1889)
- 1969 - Luigi Angelini, ingegnere e storico dell'architettura italiano (n. 1884)
- 1969 - Yehuda Burla, scrittore israeliano (n. 1886)
- 1969 - Pietro Giunti, politico italiano (n. 1899)
- 1969 - Vincenzo Monaldi, politico e medico italiano (n. 1899)
- 1969 - Ernesto Nathan Rogers, architetto e teorico dell'architettura italiano (n. 1909)
- 1970 - Bruno Meriggi, slavista e traduttore italiano (n. 1927)
- 1970 - Bert Plaxton, hockeista su ghiaccio canadese (n. 1901)
- 1971 - Ranieri Piccolomini Clementini Adami, militare e aviatore italiano (n. 1912)
- 1972 - Black Ace, chitarrista statunitense (n. 1907)
- 1972 - Giacomo Delitala, giurista e avvocato italiano (n. 1902)
- 1973 - Kiyohide Shima, ammiraglio giapponese (n. 1890)
- 1974 - Rodolfo Acosta, attore messicano (n. 1920)
- 1974 - Eric Robert Russell Linklater, scrittore britannico (n. 1899)
- 1974 - Karl Schöchlin, canottiere svizzero (n. 1894)
- 1974 - Helene Thimig, attrice austriaca (n. 1889)
- 1975 - Angelo De Luca, politico italiano (n. 1904)
- 1975 - Rose Dolores, modella e attrice inglese (n. 1893)
- 1975 - John Carmel Heenan, cardinale e arcivescovo cattolico britannico (n. 1905)
- 1975 - Tat'jana Pavlovna Pavlova, attrice e regista teatrale russa (n. 1890)
- 1975 - Angelo Piffarerio, allenatore di calcio e calciatore italiano
- 1976 - Vincenzo Buronzo, letterato e politico italiano (n. 1884)
- 1976 - Jean Haag, calciatore svizzero (n. 1895)
- 1976 - Wivan Pettersson, nuotatrice svedese (n. 1904)
- 1976 - Roy Williams, artista e animatore statunitense (n. 1907)
- 1977 - José Rita, calciatore portoghese (n. 1932)
- 1977 - Giorgio De Stefano, mafioso italiano (n. 1941)
- 1977 - Fritjof Hillén, calciatore svedese (n. 1893)
- 1977 - Willis Richardson, drammaturgo statunitense (n. 1889)
- 1978 - Hermann Gauch, militare tedesco (n. 1899)
- 1978 - Raffaele Ottani, politico italiano (n. 1886)
- 1978 - Gene Tunney, pugile statunitense (n. 1897)
- 1979 - Harald Gundersen, calciatore norvegese (n. 1905)
- 1980 - Domenico Beneventano, politico italiano (n. 1948)
- 1980 - Emilio Cigoli, attore, doppiatore e direttore del doppiaggio italiano (n. 1909)
- 1980 - Frank Duff, irlandese (n. 1889)
- 1980 - Norman Marshall, regista teatrale, direttore teatrale e produttore teatrale inglese (n. 1901)
- 1980 - Steve McQueen, attore statunitense (n. 1930)
- 1981 - Aníbal Ciocca, calciatore uruguaiano (n. 1912)
- 1981 - Will Durant, filosofo, saggista e storico statunitense (n. 1885)
- 1981 - Werner Eisbrenner, compositore, pianista e arrangiatore tedesco (n. 1908)
- 1982 - Guy Dugdale, bobbista britannico (n. 1905)
- 1982 - Oscar Forel, psichiatra svizzero (n. 1891)
- 1983 - Salvatore Campochiaro, attore italiano (n. 1893)
- 1983 - Umberto Mozzoni, cardinale e arcivescovo cattolico argentino (n. 1904)
- 1983 - Germaine Tailleferre, compositrice francese (n. 1892)
- 1984 - Alfonso Negro, calciatore e medico statunitense (n. 1915)
- 1984 - Simonetta Tosi, biologa e medico italiana (n. 1937)
- 1985 - Takeshi Natori, calciatore giapponese (n. 1913)
- 1985 - Friedrich Traugott Wahlen, politico svizzero (n. 1899)
- 1986 - Marino Benvenuti, psichiatra italiano (n. 1901)
- 1986 - Giovanni Favaretto Fisca, politico italiano (n. 1902)
- 1986 - Henry Gilman, chimico statunitense (n. 1893)
- 1986 - Pietro Gismondi, giurista italiano (n. 1913)
- 1986 - Alan Hewitt, attore, produttore cinematografico e produttore televisivo statunitense (n. 1915)
- 1987 - Ada Vera Bernstein Viterbo, stilista italiana (n. 1902)
- 1987 - Arne Borg, nuotatore svedese (n. 1901)
- 1987 - Aldo Spirito, ingegnere italiano (n. 1929)
- 1988 - Hans Baumann, scrittore e traduttore tedesco (n. 1914)
- 1989 - David John Astley, calciatore e allenatore di calcio gallese (n. 1909)
- 1989 - Brunello Rondi, sceneggiatore, regista e drammaturgo italiano (n. 1924)
- 1990 - Lemuel Boulware, dirigente d'azienda statunitense (n. 1895)
- 1990 - Lawrence Durrell, scrittore e poeta britannico (n. 1912)
- 1990 - Vito Russo, scrittore, attivista e storico del cinema statunitense (n. 1946)
- 1991 - Maxine Mitchell, schermitrice statunitense (n. 1917)
- 1991 - Tom of Finland, disegnatore e illustratore finlandese (n. 1920)
- 1992 - Alexander Dubček, politico cecoslovacco (n. 1921)
- 1992 - René Hamel, ciclista su strada francese (n. 1902)
- 1992 - Jack Kelly, attore statunitense (n. 1927)
- 1992 - Scott McPherson, drammaturgo e attore teatrale statunitense (n. 1959)
- 1992 - Henri Temianka, violinista e insegnante statunitense (n. 1906)
- 1992 - Richard Yates, scrittore, giornalista e sceneggiatore statunitense (n. 1926)
- 1993 - Charles Aidman, attore statunitense (n. 1925)
- 1993 - Clemente Gaddi, arcivescovo cattolico italiano (n. 1901)
- 1993 - Adelaide Hall, cantante statunitense (n. 1901)
- 1993 - Nikolaj Kostylev, sollevatore sovietico (n. 1931)
- 1993 - Jack Martin Smith, scenografo statunitense (n. 1911)
- 1994 - Charles Mathiesen, pattinatore di velocità su ghiaccio norvegese (n. 1911)
- 1994 - Shorty Rogers, trombettista statunitense (n. 1924)
- 1994 - Carleton Young, attore statunitense (n. 1905)
- 1995 - Mauro Bordon, politico italiano (n. 1914)
- 1995 - Ann Dunham, antropologa statunitense (n. 1942)
- 1995 - John Patrick, drammaturgo e sceneggiatore statunitense (n. 1905)
- 1996 - Nerone Ceccarelli, scultore italiano (n. 1937)
- 1996 - Hans Klodt, calciatore tedesco (n. 1914)
- 1996 - Salvatore Lauricella, politico italiano (n. 1922)
- 1996 - Franco Salina, compositore, direttore d'orchestra e arrangiatore italiano (n. 1922)
- 1996 - Jānis Skuja, calciatore lettone (n. 1906)
- 1997 - Margaret Harshaw, mezzosoprano e soprano statunitense (n. 1909)
- 1998 - Leonard De Paur, direttore di coro, direttore d'orchestra e compositore statunitense (n. 1914)
- 1998 - Agenore Fabbri, scultore e pittore italiano (n. 1911)
- 1998 - Nermin Sultan, principessa ottomana (n. 1923)
- 1998 - John Hunt, esploratore e ufficiale britannico (n. 1910)
- 1999 - Vjačeslav Maruško, calciatore sovietico (n. 1938)
- 1999 - Primo Nebiolo, dirigente sportivo italiano (n. 1923)
- 2000 - Alwin Bär, pianista olandese (n. 1941)
- 2000 - Hal Fowler, giocatore di poker statunitense (n. 1927)
- 2000 - Ingrid di Svezia, regina (n. 1910)
- 2000 - Franco Odoardi, attore e doppiatore italiano (n. 1932)
- 2000 - Boris Vladimirovič Zachoder, poeta, scrittore e sceneggiatore sovietico (n. 1918)

## XXI secolo(115)
- 2001 - Delia Garcés, attrice argentina (n. 1919)
- 2001 - Sachiko Hidari, attrice e regista giapponese (n. 1930)
- 2001 - Ivan Kiasašvili, regista sovietico (n. 1946)
- 2001 - François Philippe, calciatore francese (n. 1930)
- 2002 - Rudolf Augstein, giornalista, scrittore e politico tedesco (n. 1923)
- 2002 - Tino Sabbadini, ciclista su strada francese (n. 1928)
- 2003 - Sergio Anselmi, storico italiano (n. 1924)
- 2003 - Donald Griffin, etologo e zoologo statunitense (n. 1915)
- 2003 - Francesco Millea, calciatore italiano (n. 1941)
- 2004 - Serge Adda, autore televisivo e produttore televisivo tunisino (n. 1948)
- 2004 - Luciano Alghisi, calciatore italiano (n. 1917)
- 2004 - Ken Flaton, giocatore di poker statunitense (n. 1940)
- 2004 - Sérgio Hingst, attore brasiliano (n. 1924)
- 2004 - Howard Keel, cantante e attore statunitense (n. 1919)
- 2005 - Silvano Labriola, politico e giurista italiano (n. 1935)
- 2005 - Harry Thompson, scrittore, produttore televisivo e commediografo inglese (n. 1960)
- 2005 - Cesarina Tibiletti, matematica italiana (n. 1920)
- 2006 - Agata Alma Cappiello, politica italiana (n. 1948)
- 2006 - André Deprit, fisico belga (n. 1926)
- 2006 - Jean-Jacques Servan-Schreiber, politico, giornalista e scrittore francese (n. 1924)
- 2006 - Benjamin Zulu, calciatore e giocatore di calcio a 5 zimbabwese (n. 1968)
- 2007 - Aram Asatryan, cantante armeno (n. 1953)
- 2007 - Lorenzo Caratti di Valfrei, genealogista e araldista italiano (n. 1930)
- 2007 - Earl Dodge, politico statunitense (n. 1932)
- 2007 - Rolf Vevle Eriksen, calciatore norvegese (n. 1923)
- 2007 - Mungonzazal Janshindulam, pianista mongola (n. 1972)
- 2007 - Basilio Nieto, calciatore spagnolo (n. 1916)
- 2007 - Mohammed Taoud, direttore d'orchestra marocchino (n. 1928)
- 2007 - Sergio Vezzoso, calciatore e allenatore di calcio italiano (n. 1943)
- 2008 - Francesco Saverio Mangieri, compositore, paroliere e direttore d'orchestra italiano (n. 1919)
- 2008 - Robert Nagy, tenore statunitense (n. 1929)
- 2008 - Hidetaka Nishiyama, artista marziale giapponese (n. 1928)
- 2008 - Irmgard Praetz, lunghista tedesca (n. 1920)
- 2009 - Anselmo Duarte, regista, sceneggiatore e attore brasiliano (n. 1920)
- 2009 - Joe Maross, attore statunitense (n. 1923)
- 2010 - Yoshinobu Nishizaki, animatore e fumettista giapponese (n. 1934)
- 2010 - Hedy Stenuf, pattinatrice artistica su ghiaccio austriaca (n. 1922)
- 2011 - Joe Frazier, pugile statunitense (n. 1944)
- 2011 - Marie Ljalková, militare ceca (n. 1920)
- 2011 - Roberto Marson, schermidore italiano (n. 1944)
- 2011 - Lisbeth Movin, attrice danese (n. 1917)
- 2011 - Giambattista Roggia, bibliotecario italiano (n. 1913)
- 2011 - Andrea True, attrice pornografica e cantante statunitense (n. 1943)
- 2012 - Fulvio Albanese, pallanuotista e allenatore di pallanuoto italiano (n. 1956)
- 2012 - Luciano Barca, giornalista, scrittore e partigiano italiano (n. 1920)
- 2012 - Carmen Basilio, pugile statunitense (n. 1927)
- 2012 - Aleksandr Berkutov, canottiere sovietico (n. 1933)
- 2012 - Bruno D'Alfonso, fumettista italiano (n. 1953)
- 2012 - Günter Herrmann, calciatore tedesco (n. 1934)
- 2012 - Richard Robbins, compositore statunitense (n. 1940)
- 2012 - Venanzio Vallerani, agronomo italiano (n. 1924)
- 2013 - Ian Davies, cestista australiano (n. 1956)
- 2013 - Mary Eyre, tennista e hockeista su prato britannica (n. 1923)
- 2013 - Andro Linklater, scrittore e storico scozzese (n. 1944)
- 2013 - Jack Mitchell, fotografo statunitense (n. 1925)
- 2013 - Ciro Paglia, giornalista e saggista italiano (n. 1940)
- 2013 - Amparo Rivelles, attrice spagnola (n. 1925)
- 2013 - Manfred Rommel, politico tedesco (n. 1928)
- 2013 - Federico Tavan, poeta italiano (n. 1949)
- 2014 - Abu Ayman al-'Iraqi, militare e terrorista iracheno (n. 1965)
- 2015 - Gunnar Hansen, attore e scrittore islandese (n. 1947)
- 2015 - Eddie Hoh, batterista statunitense (n. 1944)
- 2016 - Leonard Cohen, cantautore e poeta canadese (n. 1934)
- 2016 - Julie Gregg, attrice statunitense (n. 1937)
- 2016 - Robert N. Hall, ingegnere e fisico statunitense (n. 1919)
- 2016 - Silvano Miniati, sindacalista e politico italiano (n. 1934)
- 2016 - Franco Nisi, giornalista, autore televisivo e conduttore radiofonico italiano (n. 1957)
- 2016 - Janet Reno, politica statunitense (n. 1938)
- 2017 - Paul Buckmaster, violoncellista, compositore e arrangiatore britannico (n. 1946)
- 2017 - Roy Halladay, giocatore di baseball statunitense (n. 1977)
- 2017 - Brad Harris, attore e produttore cinematografico statunitense (n. 1933)
- 2017 - Hans-Michael Rehberg, attore tedesco (n. 1938)
- 2017 - Carl Sargeant, politico gallese (n. 1968)
- 2017 - Hans Schäfer, calciatore tedesco (n. 1927)
- 2018 - Jo Garsò, cantante e attrice statunitense (n. 1938)
- 2018 - Francis Lai, compositore francese (n. 1932)
- 2018 - Ed Moeller, cestista statunitense (n. 1919)
- 2018 - Hannes Neumann, cestista e allenatore di pallacanestro tedesco (n. 1939)
- 2019 - Remo Bodei, filosofo italiano (n. 1938)
- 2019 - Luis Carmona, pentatleta cileno (n. 1923)
- 2019 - Robert Freeman, fotografo e grafico britannico (n. 1936)
- 2019 - Fiorella Negro, pattinatrice artistica su ghiaccio italiana (n. 1938)
- 2019 - Maria Perego, autrice televisiva italiana (n. 1923)
- 2019 - Margarita Salas, biochimica spagnola (n. 1938)
- 2019 - Frank Saul, cestista statunitense (n. 1924)
- 2019 - Maria Pia Tavazzani, partigiana, scrittrice e fotografa italiana (n. 1922)
- 2020 - Cándido Camero, percussionista e polistrumentista cubano (n. 1921)
- 2020 - Abdelkader Guerroudj, politico algerino (n. 1928)
- 2020 - Rina Macrelli, sceneggiatrice, scrittrice e conduttrice televisiva italiana (n. 1929)
- 2020 - Jonathan Sacks, rabbino e politico britannico (n. 1948)
- 2020 - Moustapha Safouan, scrittore, psicanalista e traduttore egiziano (n. 1921)
- 2020 - Anicetus Bongsu Antonius Sinaga, arcivescovo cattolico indonesiano (n. 1941)
- 2020 - Joan Whelan, modella statunitense (n. 1930)
- 2020 - Yang Zhenduo, artista marziale cinese (n. 1926)
- 2021 - James Gobbo, politico, giudice e avvocato australiano (n. 1931)
- 2021 - Igor' Nikulin, martellista russo (n. 1960)
- 2021 - Jim Poole, giocatore di badminton e cestista statunitense (n. 1932)
- 2021 - Dean Stockwell, attore statunitense (n. 1936)
- 2022 - Michael Boyce, ammiraglio britannico (n. 1943)
- 2022 - Chrysostomos II, arcivescovo ortodosso cipriota (n. 1941)
- 2022 - Jeff Cook, chitarrista e musicista statunitense (n. 1949)
- 2022 - Leslie Phillips, attore britannico (n. 1924)
- 2022 - Éva Szabó, tennista ungherese (n. 1945)
- 2022 - Pilar Valero, cestista e allenatrice di pallacanestro spagnola (n. 1970)
- 2023 - Bruno Bara, psichiatra e psicoterapeuta italiano (n. 1949)
- 2023 - Frank Borman, ingegnere e astronauta statunitense (n. 1928)
- 2023 - Diethelm Ferner, allenatore di calcio e calciatore tedesco (n. 1941)
- 2023 - Mirella Pace, doppiatrice e direttrice del doppiaggio italiana (n. 1937)
- 2023 - Federico Sacchi, calciatore argentino (n. 1936)
- 2023 - Dev Virahsawmy, scrittore, traduttore e politico mauriziano (n. 1942)
- 2024 - Jürgen Becker, poeta e scrittore tedesco (n. 1932)
- 2024 - Louis Edward Gelineau, vescovo cattolico statunitense (n. 1928)
- 2024 - John C. Hartigan, effettista statunitense (n. 1957)
- 2024 - Sergio Los, architetto italiano (n. 1934)
- 2024 - Ivan Čarota, traduttore, filologo e critico letterario bielorusso (n. 1952)

## Senza anno specificato(1)
- Guglielmo I di Strasburgo, vescovo tedesco